# Gnomonia rostellata
Gnomonia rostellata är en svampart som först beskrevs av Elias Fries, och fick sitt nu gällande namn av Julius Oscar Brefeld 1891. Gnomonia rostellata ingår i släktet Gnomonia och familjen Gnomoniaceae.  Arten är reproducerande i Sverige. Inga underarter finns listade i Catalogue of Life.